# Marcin Bielski
Marcin Bielski o Wolski (Biała, 1495 – Biała, 18 dicembre 1575) è stato uno scrittore, storico e drammaturgo polacco, poeta e umanista, considerato il padre della prosa polacca.

## Biografia
Nacque a Biała, da cui derivò anche il suo cognome, in provincia di Sieradz, oggi nel comune di Rząśnia, all'interno di una famiglia della piccola nobiltà terriera.
Trascorse, come ospite, gli anni dell'infanzia e dell'adolescenza nella villa del nobile P. Kmita, che svolgeva il ruolo di maresciallo di corte.
Approfondì la sua formazione culturale iscrivendosi alla Università di Cracovia, fondata da Casimiro III di Polonia nel 1364.
Prestò il servizio militare nell'esercito in occasione della campagna militare contro i Tartari e partecipò alla battaglia di Obertyn nel 1531.
Durante l'annata 1535 realizzò, sotto lo pseudonimo Wolski, una Vita dei filosofi progettata ispirandosi all'opera latina di G.Burley.

Intorno al 1550 pubblicò, per la prima volta, una voluminosa opera, divisa in sei periodi, intitolata Cronaca del mondo intero ispirata a modelli di riferimento italiani e tedeschi. Questo lavoro, pur non brillando per indagine scientifica e critica, ottenne un grande successo dato che superò le tre edizioni in pochi anni e venne tradotto in russo nel 1584. Questo fu il primo importante trattato di storia universale pubblicato in polacco, ed anche il primo a raccontare la storia globale della Polonia, dal 550 al 1580; nella seconda edizione (1554) venne introdotto un riferimento all'America. Dopo la morte dell'autore, il lavoro di revisione continuò fino al 1597, quando apparve il volume intitolato Kronika Polska ("Cronaca della Polonia") redatto da suo figlio Joachim (1540-1599), segretario per conto del re Sigismondo III di Polonia.
Il suo esordio come drammaturgo avvenne nel 1557 con il lavoro intitolato Commedia di Giustiniano e Constanza, influenzato dalle caratteristiche e dal moralismo del teatro medievale.
Dopo la morte di Bielski tre poemi satirici postumi evidenziarono una appartenenza di Bielski alla corrente umanista, sicuramente innovatrice rispetto alla tradizione letteraria medievale diffusa in Polonia ancora intorno alla seconda metà del XVI secolo: Sogno di un eremita e Il Congresso di maggio incentrati sulle tematiche patriottiche e che utilizzando la formula allegorica allertarono i suoi connazionali sui pericoli che incombevano sulla struttura politica polacca, sui degradi del suo Paese e invitarono i polacchi a perseguire una qualità della vita alta. Anche nel lavoro Il Congresso delle donne prevalse l'analisi delle condizioni politiche polacche.

## Opere principali
- Skanderbeg Mackedoniem Albanskim ksazeciu 1564
- Zywoty Filosofow ("Vita dei filosofi", 1535)
- Kronika Swiata ("Cronaca del mondo intero", 1550-1564).
- Sprawa Rycerskiego, un trattato di arte militare (1569).

- Komedia Justina y Konstanciey ("Commedia di Giustiniano e Constanza", 1557).
- Sen Maiowy ("Sogno di un eremita", 1586).
- Seym Majowy ("Il Congresso di maggio", 1590).
- Seym Niewiesci, ("Il Congresso delle donne", 1595).